# اویزد

تقسیمات کشوری امپراتوری روسیه در ۱۸۹۷ میلادی

آویزد (روسی: уе́зд (pre-1918: Уѣздъ)؛ IPA: [ʊˈjest]) یا پوویت در اوکراین (اوکراینی: повіт) یکی از تقسیمات کشوری امپراتوری روسیه بود. این زیرمجموعه از سده سیزدهم میلادی مورد استفاده قرار می گرفت. در بیشتر تاریخ روسیه، اویزد یک بخش اداری سطح دوم بود. از نظر معنایی همان شهرستان بود.